# مسجد الأباريقي
مسجد الأباريقي من مساجد العراق القديمة التراثية، ويقع في جانب  الرصافة من بغداد، قرب الباب الشرقي في محلة الفناهرة، وشيد في نهاية عهد الدولة العباسية عام 647هـ/1250م، ولقد جددته وعمرته مديرية الأوقاف العامة عام 1381هـ/1962م، وسمي نسبة إلى الشيخ محمد الأباريقي، الذي كان خادماً من خدم مرقد الشيخ عبد القادر الكيلاني وتلاميذه، وسمي الأباريقي لأنه كان يملأ أباريق الماء في المسجد للوضوء، والمسجد تقام فيهِ صلاة الجمعة والصلوات الخمس.
تبلغ مساحة مبنى المسجد أكثر من 800م2، ويتسع الحرم إلى أكثر من 300 مصل، وفيهِ مصلى صيفي يتسع لأكثر من 400 مصل، وكان يوجد مرقد لقبر الشيخ الأباريقي تحت النافذة الأولى من يمين باب مصلى الحرم وأخفيت معالم القبر أثناء التعمير لأجل توسعة الحرم آنذاك، وتشير الدلائل على إن القبر لم يرفع من موقعهِ وإنما اخفي أو درس تحت جدار الحرم، ثم جددت عمارة المسجد مرات عديدة كان آخرها في عام 1433 هـ/2012م، من قبل ديوان الوقف السني في العراق.أ

## بعد الغزو الامريكي للعراق
أغلق المسجد بعد اندلاع الأحداث الطائفية سنة 2006 التي حصلت في فترة الغزو الأمريكي للعراق، ثم أعيد افتتاحهُ في الشهر الخامس من عام 2008.